# هوالاکانچا
هوالاکانچا (به اسپانیایی: Huallacancha) یک کوه در پرو است که در Peru, Junín Region واقع شده‌است. هوالاکانچا ۵٬۵۰۰ متر بالاتر از سطح دریا واقع شده‌است.